# Vădaș
Vădaș (węg. Vadasd) – wieś w Rumunii, w okręgu Marusza, w gminie Neaua. W 2011 roku liczyła 385 mieszkańców.